# Hentzia mandibularis
Hentzia mandibularis är en spindelart som först beskrevs av Bryant 1943.  Hentzia mandibularis ingår i släktet Hentzia och familjen hoppspindlar. Inga underarter finns listade i Catalogue of Life.